# Boleslav IV. Kodravi
Boleslav IV. Kodravi (poljsko Bolesław Kędzierzawy) je bil od leta 1138 vojvoda Mazovije in od leta 1146 do svoje smrti veliki vojvoda Poljske, * ok. 1122, † 5. januar 1173.

## Mladost
Boleslav je bil tretji sin poljskega vojvode Boleslava III. Krivoustega od njegove druge žene Salomee Berške. Po smrti starejših bratov Leška in Kazimirja pred letom 1131 oziroma oktobra 1131, je postal najstarejši sin njunih staršev. Ob očetovi smrti leta 1138 je bil star 13 let in polnoleten, da prevzame vladanje v novoustanovljeni vojvodini Mazoviji, sestavljene iz Mazovije in vzhodne Kujavije, ki jo je podedoval z očetovo oporoko.
V prvih letih svojega vladanja je mladi Boleslav ostal pod močnim vplivom svoje matere in vojvode Wszeborja, ki sta se bala častihlepnosti njegovega starejšega polbrata, velikega vojvode Vladislava II. Slednji je poskušal obnoviti celovitost države in odstavil mlajše vojvode.

## Borba med brati za oblast
Težave so se resno začele leta 1141, ko je vdova vojvodinja Salomea brez soglasja velikega vojvode Vladislava II. organizirala srečanje s svojima sinovoma Boleslavom in Mješkom v svoji rezidenci v Łęczyci. Na srečanju so sklenili, da se njena najmlajša hčerka Agneza zaroči s kijevskim knezom Mstislavom II., da bi pridobila zaveznika v morebitnem sporu. Salomea se je odločila, da njeno doto Łęczyco po njeni smrti nasledijo njeni sinovi. 
Mlajši vojvode so bili prvem spopadu z Vladislavom II. dokončno poraženi, ker se je kijevski veliki knez Vsevolod II. odločil skleniti zavezništvo z Vladislavom II. Zavezništvo je okrepil s poroko svoje hčere Zvenislave z najstarejšim sinom velikega vojvode, Boleslavom Visokim. Boleslav IV. in njegovi bratje so bili dodatno ponižani, ko jih je veliki vojvoda med letoma 1142–1143 kot veleposlanike poslal v Kijevsko Rusijo.
Navidezni mir je trajal le dve leti do leta 1144, ko je po Salomeini smrti v skladu z oporoko Boleslava III. provinca Łęczyca ponovno pripadla Senioratu velikega vojvode Vladislava II. Zamisel, da bi ozemlje obdržal za svoja mlajša brata Henrika in Kazimirja II., Vladislavu ni bila všeč, saj je mislil, da je ozemlje le začasno ločeno od njegovega Seniorata. Izbruh državljanske vojne je bil torej le še vprašanje časa.
Vojna je z vso močjo izbruhnila leta 1145 in zdelo se je, da so bili mlajši vojvode poraženi, veliki vojvoda pa je končno dosegel združitev države. Združene sile Boleslava IV. in njegovih bratov so sprva preprečile katastrofo in zahtevale hitro reorganizacijo za bitko pri reki Pilici. Najpomembnejšo vlogo v tej bitki je imel nekdanji vojvoda Wszebor, čigar vojaške izkušnje so daleč presegale sposobnosti Vladislavovih poveljnikov. Situacija se je kmalu popolnoma obrnila zaradi kijevskih čet, ki so vstopile v državo kot Vladislavovi zavezniki. Bolesav IV. je bil prisiljen odstopiti in se odreči kakršnim koli zahtevam nad ozemlji, ki so pripadale njegovi materi.
Koncesije mlajših vojvod na koncu niso rešile problema. Še več. Vladislavovo zaupanje v lastne sile ga je spodbudilo, da se je lotil dokončne rešitve, odstranitve polbratov iz njihovih dežel. Mlajši vojvode so se zdaj lahko zanesli samo na podporo vsemogočnega vojvode Piotra Włostowica, za katerega so bili Vladislavovi načrti preveč radikalni in so ogrožali njegov položaj. Vladislav se je na dogajanja hitro odzval. Vojvodo Włostowica je ukazal oslepiti in onemiti in ga primoral na odhod v Kijevsko Rusijo. Włostowic je tam Kijevčane prepričal, da so prekinili svoje zavezništvo z Vladislavom.

## Izgon Vladislava II.
V začetku leta 1146 so se upori proti Vladislavovi vladavini močno okrepili. Sprožila jih je kruta usoda Piotra Włostowica. Vlaldislavova končna zmaga se je kljub temu zdela verjetna, zlasti po zavzetju Mazovije, kar je Boleslava prisililo v pobeg, in obleganju Poznanja spomladi 1146. Zaradi upora v njegovih lastnih deželah in izobčenja, ki mu ga je izrekel nadškof v Gnieznu, je veliki vojvoda doživel nepričakovan poraz. Vladislav in njegova družina so morali pobegniti čez mejo v Sveto rimsko cesarstvo, najprej na Češko in kasneje v Nemčijo, kjer jih je sprejel kralj Konrad III.
Mlajši vojvode so med seboj razdelili poljske pokrajine. Vojvodino Šlezijo in Seniorsko provinco s Krakovom je dobil Boleslav skupaj z naslovom velikega vojvode. Zahodno Velikopoljsko je obdržal njegov brat Mješko III., Henrik pa je končno prejel svojo dolgo obljubljeno deželo Sandomierz. Najmlajši brat Kazimir II. je spet ostal brez vsega.

## Intervencije
Zahvaljujoč spletkam svoje žene, Agneze Babenberške, polsestre kralja Konrada III., je Vladislavu II. uspelo prepričati svojega svaka, da je krenil na vojni pohod na Poljsko. Naglo organizirana ekspedicija je naletela na nenaklonjenost nekdanjih podložnikov odstavljenega visokega vojvode in bila dokončno poražena že na poljski meji pri reki Odri avgusta 1146.
V naslednjih letih je Boleslav IV. skupaj s svojimi mlajšimi, njemu naklonjenimi brati, poskušal ohraniti dobre odnose z Vladislavovo zaveznico, kraljevo hišo Hohenstaufen. Brarje so v ta namen leta 1148 organiziral srečanje v Kruszwici, na katerega so povabili tudi bojevitega mejnega grofa Alberta Medveda iz nemške Severne marke, kasneje mejne grofije Brandenburg, ki je med vendsko križarsko vojno pridobil ozemlje do poljske meje. Na srečanju je Boleslav uredil poroko svoje sestre Judite z Otonom, sinom brandenburškega mejnega grofa. Boleslav in Mješko sta tudi vojaško podprla Nemce v boju proti upornim zahodnoslovanskim lužiškim plemenom, kar je znatno prispevalo k stabilnosti nemške dominacije nad srednjim tokom reke Spree. Drug pomemben zaveznik kneza Boleslava IV. je bil wettinski mejni grof Konrad Meissenski.
Sprva je imel Boleslav težavne odnose tudi z rimsko kurijo pod papežem Evgenom III. Papeški legat Humbold je leta 1147 Boleslava priznal za novega visokega vojvodo in gospodarja Poljske. Leto kasneje je zaradi spletk Vladislavove žene Agneza v državo prišel novopečeni papeški legat Guy. Ker je Poljska zavrnila vrnitev Vladislava II. na položaj velikega vojvode, je razglasil prekletstvo nad Poljsko. Kazen je zaradi podpore poljske cerkvene hierarhije vladajočim bratom minila tako rekoč brez posledic.
Za Boleslava so se stvari poslabšale leta 1157, ko se je nečak Konrada III. Friderik Barbarossa, zaradi nenehnega pritiska svoje tete in Vladislavove žene Agneze odločil za nov pohod na Poljsko. Tokrat je bila akcija dobro organizirana in cesar je bil trdno odločen, da prisili Boleslava IV., da sprejme njegove mirovne pogoje. Zakaj Boleslav ni branil močvirnatega območja pred srednjo Odro, ki je bila stoletja naravna obramba Poljske, niti trdnjav Głogów in Bytom v Šleziji, ni znano. Cesarska vojska je hitro napredovala in kmalu oblegala Poznanj.
Boleslav IV. je bil zaradi težkih razmer prisiljen sprejeti ponižujoče mirovne pogoje in bil na sramotni slovesnosti v svojem taboru v Krzyszkowu 30. avgusta 1157 razglašen za vazala Svetega rimskega cesarstva. Cesarja je moral na kolenih prositi za odpuščanje, v zameno pa je od Barbarosse prejel oblast nad poljskimi deželami. Cesarju je moral plačevati ogromen davek. Vladislav II. se iz neznanih razlogov in na svoje veliko razočaranje ni vrnil na poljski prestol. Boleslav je uradno prisegel zvestobo cesarju na božični dan v Magdeburgu in dal svojega mlajšega brata Kazimirja II. za talca. Dve leti kasneje je Vladislav umrl v izgnanstvu in se nikoli več ni vrnil v svojo državo.
Vladislavova sinova Boleslav I. Visoki in Mješko IV. Krivonogi sta s podporo cesarja vztrajala, da z Boleslavom IV. skleneta sporazum, s katerim bi jima bila vrnjena dediščina v Šleziji. Vrnitev ni vplivala na moč Boleslava kot velikega vojvode. Veja šlezijskih Pjastov je zaradi nemške podpore uspela brez težav obdržati svoja šlezijska ozemlja (Wrocław, Legnica, Głogów, Opole in Racibórz).

## Križarski pohod proti Prusom
Po porazu nemških sil je Boleslav sprožil drzen načrt za osvojitev ozemlja poganskih Prusov in razširitev poljske meje do baltske obale. Povod za vojno so bili stalni vdori baltskih plemen v poljsko provinco Mazovijo. Veliki vojvoda je razglasil križarsko vojno proti poganom in s tem prisilil k sodelovanju tako papeža kot nemškega cesarja. Križarska vojska je bila leta 1146 dokončno poražena. V eni od bitk je bil ubit mlajši brat vojvode Henrika Sandomierskega.

## Upor Kazimirja Pravičnega
Po Henrikovi smrti je veliki vojvoda v nasprotju z določili oporoke Boleslava III. vključil Sandomierz v provinco Seniorat. To je povzročilo jezo in razočaranje njegovega najmlajšega brata Kazimirja II. Pravičnega, ki je bil naslednji v vrsti za dedovanje tega ozemlja, in edini sin Boleslava III., ki je bil še vedno brez zemlje.
Kazimirja so v uporu podprli njegov starejši brat, velikopoljski vojvoda Mješko III. Stari, magnat Jaksa iz Miechówa, Svjatoslav, sin vojvode Piotra Włostowica ter nadškofa Gniezna in Krakova. Na njegovi strani je bilo tudi skoraj vse malopoljsko plemstvo. Februarja 1168 so se uporniki zbrali v Jędrzejówu in tam za novega velikega vojvodo razglasili Mješka III., ki je Kazimirju uradno podelil Sandomierz. Na koncu je Boleslav IV. obdržal svojo oblast tako, da je večinoma sprejel zahteve upornikov. Vojvodino pokojnega Henrika je razdelil na tri dele: deželo Wiślica je podelil Kazimirju, ožji Sandomierz je obdržal zase, ostalo pa je prepustil Mješku III.
Po katastrofalnem porazu v pruski križarski vojni sta šlezijska vojvoda Boleslav I. Visoki in Mješko IV. Krivonogi poskušala vreči velikega vojvodo s prestola in si povrniti provinco Seniorat in s tem poljsko nadvlado. Boleslavov povračilni pohod v naslednjem letu proti njima se je končal s popolno katastrofo, tako da se je moral veliki vojvoda na koncu pomiriti s svojima šlezijskima nečakoma.
Leta 1172 se je vojvoda Mješko III. spet uprl. Tokrat je podprl svojega vnuka Jaroslava Opolskega, starejšega sina Boleslava I. Visokega, ki je bil v svojih zgodnjih letih prisiljen postati duhovnik in bil s tem izključen iz šlezijskega nasledstva. Jaroslav s tem ni bil zadovoljen in je poskušal pridobiti oblast in nekaj lastnega ozemlja. Podpora njegovemu uporu je bila tako močna, da je bil njegov oče prisiljen pobegniti v Erfurt. Njegov beg je sprožil še eno ekspedicijo cesarja Friderika Barbarosse njemu v pomoč. Cesar je v pohodu na Poljsko premagal upornike. Mješku III. je ukazal priti v Magdeburg, kjer je bil po plačilu 8.000 srebrnikov sklenjen mir s cesarstvom, šlezijska vojvodina pa je bila ponovno podeljena Boleslavu I. Visokemu. Veliki vojvoda je nazadnje le sprejel neodvisnost svojih šlezijskih nečakov. 
Kmalu zatem se je zgodil nov upor, tokrat malopoljskih plemičev, ki so bili skrajno nezadovoljni z ostrim in diktatorskim vladanjem velikega vojvode. Uporniki so povabili Kazimirja II., takratnega vojvodo Wiślice, da prevzame krakovski prestol. Boleslavov odpor proti mlajšemu bratu je bil tako močan, da sta obe strani popustili. Upori proti Boleslavu IV. so se zatem končali. Kazimir II. je po Boleslavovi smrti leta 1173 nasledil Sandomierz in štiri leta kasneje postal veliki vojvoda.

## Odnosi s Cerkvijo
Boleslav IV. je bil znan po svoji radodarnosti do Cerkve. Med nadražjimi darili so bile cerkve sv. Marije, sv. Katarine in sv. Vincenca pri Vroclavu, benediktinski samostan v Trzemesznu in kolegijska cerkev v Tumu pri  Łęczyci. Okoli leta 1151 je ustanovil kolegijat v Czerwińsku.

## Zakonski zvezi in otroci
Leta 1137 se je poročil z Vjačeslavo (ok. 1125-15. ok. 1162), hčerko kneza Vsevoloda Mstislaviča Novgorodskega in Psovskega. Z njo je imel tri otroke:
- Boleslava (1156 – 1172),
- hčerko (ok. 1160 – po 1178), poročeno okoli leta 1172/1173 z Vasiljkom Jaropolkovičem, knezom Šumska in Dorohičinska, in
- Lešeka (ok. 1162 – 1186).

Po smrti prve žene se je poročil z Marijo, katere poreklo je predmet razprav. Njun zakon je bil brez otrok.
Boleslavov najstarejši sin je umrl leta 1172, star šestnajst let. Boleslava je njegova smrt močno pretresla. Mazovsko-kujavsko vojvodino je po njegovi smrti nasledil mlajši sin, star enajst let ali še manj. Mješka IV. je kot gospod Krakova in Gniezna nasledil Boleslavov brat Mješko III. Stari.

## Opomba
1. ↑  Starejši zgodovinarji so bili prepričani, da je bil Lešek rojen v drugem zakonu Boleslava IV. Po odkritju kovancev, na katerih ke bil Lešek imenovan Anastazijin sin (Anastazija je grški ekvivalent imena Vjačeslava), se je ta teorija izkazala za netočno.[2]

## Sklica
1. ↑  D. von Güttner-Sporzyński. "Constructing memory: holy war in the Chronicle of the Poles by Bishop Vincentius of Cracow". Journal of Medieval History 40 (3), 2014: 276-291.
2. ↑  Borys Paszkiewicz. "O matce Lestka Bolesławica i początkach mennictwa mazowieckiego". Przegląd Historyczny 92 (2001): 1-14.

| Boleslav IV. Kodravi PjastiRojen: ok. 1123 Umrl: 5. januar 1173 |                                        |                                                       |
| Vladarski nazivi                                                |                                        |                                                       |
| Nov naziv                                                       | Vojvoda Mazovije in Kujavije 1138–1173 | Naslednik: Lešek Mazovski                             |
| Predhodnik: Vladislav II.                                       | Vojvoda Šlezije 1146–1163              | Naslednik: Boleslav I. Visoki in Mješko IV. Krivonogi |
| Predhodnik: Vladislav II.                                       | Veliki vojvoda Poljske 1146–1173       | Naslednik: Mješko III. Stari                          |
| Predhodnik: Henrik Sandomierski                                 | Vojvoda Sandomierza 1166–1173          | Naslednik: Kazimir II. Pravični                       |